# Y viva España (álbum)
Y viva España es un álbum de estudio de Manolo Escobar, grabado en 1973. Es uno de los discos más vendidos en la historia de España desde el año 1973 a 1992. En lo que se consiguió vender 6.000.000 y medio de ejemplares originales. Es un disco grabado en los años 70 dónde se encuentra canciones como Y viva España, pasodoble, te quiero, María Dolores, Porque te quiero, Mi cortijo, Ni Se Compra, Embrujo De España, La Suerte, Coplas Murcianas, Mi Valdepeñas, España Mi Embajadora, Luto Blanco, Fandangos de Amores, Mulero y Campanillero o Te Quiero.

## Pistas
| Y viva España |                        |          |  |
| N.º           | Título                 | Duración |  |
| 1.            | «Y viva España»        | 3.38     |  |
| 2.            | «Pasodoble, te quiero» | 3.12     |  |
| 3.            | «María Dolores»        | 3.35     |  |
| 4.            | «Porque te quiero»     | 2.45     |  |
| 5.            | «Mi cortijo»           | 2.51     |  |
| 6.            | «Ni se compra»         | 2.31     |  |
| 7.            | «Embrujo de España»    | 2.47     |  |
| 8.            | «La suerte»            | 2.56     |  |
| 9.            | «Coplas murciana»      | 2.23     |  |
| 10.           | «Mi valdepeñas»        | 2.32     |  |
| 11.           | «España mi embajadora» | 3.21     |  |
| 12.           | «Te quiero»            | 3.17     |  |